# Montivernage
Montivernage település Franciaországban, Doubs megyében. Lakosainak száma 28 fő (2022. január 1.). Montivernage Cusance, Guillon-les-Bains, Lanans, Passavant és Vaudrivillers községekkel határos.

## Népesség
A település népességének változása:
| Lakosok száma | 56   | 48   | 38   | 35   | 28   | 29   | 28   | 26   | 27   | 28   |
|               | 1968 | 1982 | 1990 | 2006 | 2013 | 2015 | 2017 | 2019 | 2020 | 2022 |